# Aszur-szumu-uszabszi
Aszur-szumu-uszabszi (akad. Aššur-šumu-ušabši, w transliteracji z pisma klinowego zapisywane maš-šur-MU-Ì.GÁL; tłum. „Aszur doprowadził do powstania imienia”) – asyryjski książę, jeden z synów Sennacheryba (704-681 p.n.e.). 
W inskrypcji Sennacheryba na cegłach znalezionych w Niniwie znajduje się informacja o rezydencji w Niniwie, którą król ten podarował swemu synowi Aszur-szumu-uszabszi. Nie wiadomo czy rezydencja ta znajdowała się na wzgórzu Kujundżyk (gdzie był kompleks pałacowo-świątynny), czy też bardziej na północ w pobliżu zachodnich murów miejskich. Cegły z tą samą inskrypcją znaleziono również w Aszur, gdzie sprowadzone zostały najprawdopodobniej z Niniwy w celu ponownego wykorzystania w jednym z projektów budowlanych Sennacheryba. 